# آسا (قزاقستان)
آسا (به قزاقی: Аса، اسا) یک منطقهٔ مسکونی در قزاقستان است که در شهرستان جامبیل واقع شده‌است. آسا ۸٬۶۴۰ نفر جمعیت دارد.